# Крістіан Діас
Крістіан Діас (ісп. Cristian Díaz, нар. 12 травня 1976, Флоренсіо-Варела) — аргентинський футболіст, що грав на позиції лівого захисника. По завершенні ігрової кар'єри — тренер. З 2019 року очолює тренерський штаб команди «Хорхе Вільстерман».

## Ігрова кар'єра
Діас родом з міста Флоренсіо-Варела, що в агломерації столиці Буенос-Айреса. У віці дванадцяти років він вступив до академії «Індепендьєнте» (Авельянеда), який підтримував з дитинства. Він був включений до складу старшої команди тренером Мігелем Анхелем Лопесом. В аргентинській Приімері Діас дебютував 29 жовтня 1995 року перемогою 1:0 проти «Депортіво Еспаньйол». Через два місяці він виграв свій перший трофей — Суперкубок Лібертадорес, хоча у фінальному матчі на поле не виходив. Прем'єрний гол у вищому дивізіоні Діас забив 13 жовтня 1996 року в грі проти «Банфілда» (1:1). Він швидко завоював місце в обороні і в наступні роки двічі з командою з Авельянеди ставав віце-чемпіоном Аргентини Аргентини (в сезонах Апертури 1996 і Клаусури 2000). Всього він провів у рідній команді п'ять років і зіграв у більш ніж 150 офіційних іграх за команду.
У травні 2000 року Діас перейшов до італійського «Удінезе» за два мільйони доларів. Через три місяці він виграв з командою Кубок Інтертото і кваліфікувався до Кубка УЄФА. У Серії А дебютував 1 жовтня 2000 року в матчі проти «Брешії» (4:2), а перший гол забив в 17 лютого 2001 року в зустрічі проти «Верони» (2:1). Протягом сезону 2000/01 він був головним захисником «Удінезе», пропустивши лише три поєдинки Серії А, а команда фінішувала на 12-й позиції.
Відразу після цього він переїхав до Іспанії, підписавши чотирирічний контракт з «Мальоркою». У місцевій Прімері дебютував 15 вересня 2001 року в грі проти «Депортіво Алавеса» (0:0). У сезоні 2001/02 він з командою зайняв шістнадцяте місце в чемпіонаті, а також взяв участь у груповому етапі Ліги чемпіонів. Однак він не зміг пробитися до основного складу і був лише дублером іспанського збірника Мікеля Солера. Через це у липні 2002 року Діас перейшов на правах оренди у клуб Сегунди «Леванте». Аргентинець був одним з лідерів валенсійців, але команда зайняла підсумкове четверте місце в таблиці і не змогла вийти до еліти. Незважаючи на намагання керівництва «Леванте» залишити гравця, у серпні 2003 року він був відданий в оренду до клубу Ла Ліги «Альбасете». Ще одне перебування в іспанському вищому дивізіоні також виявилося невдалим для Діаса, оскільки він зіграв лише шість матчів і через півроку повернувся до другого дивізіону, догравши сезон у команді «Сьюдад де Мурсія».
2004 року підписав угоду з черговим клубом Сегунди, «Альмерія», виступаючи за яку незабаром зламав хрестоподібні зв'язки у правому коліні і вирішив повернутися в Аргентину. Він провів реабілітацію в своєму рідному «Індепендьєнте», але йому не запропонували контракт.
У липні 2005 року Діас став гравцем «Олімпо», у складі якої зазнав ще однієї серйозної травми. Після реабілітації він приєднався до клубу другого аргентинського дивізіону «Уракана», перед яким стояло амбітне завдання повернутись до вищої ліги. Цю ціль команді вдалося досягти — в кінці сезону 2006/07 колектив під керівництвом Антоніо Мохамед вийшов у перший дивізіон з Діасом в статусі основного гравця.
Відразу після підвищення, Крістіан перейшов у «Арсенал» (Саранді), де став основним захисником у тактиці тренера Густаво Альфаро. У грудні 2007 року він виграв з командою Південноамериканський кубок. У другому фінальному поєдинку з мексиканською Америкою (1:2) він забив автогол, тим не менш цього рахунку вистачило аби святкувати перемогу у двоматчевому протистоянні завдяки перемозі 3:2 у першій грі. У липні 2008 року став з командою фіналістом Рекопи Південної Америки, а через місяць виграв Кубок банку Суруга. Його вдалий період був перерваний у листопаді 2008 року розривом зв'язок у лівому коліні. Це була чергова серйозна травма, після якої Діас вирішив закінчити футбольну кар'єру в серпні 2009 року у віці 33 років.

## Виступи за збірну
1995 року залучався до складу молодіжної збірної Аргентини, разом з якою брав участь у молодіжному чемпіонаті світу 1995 року в Катарі і здобув золоті нагороди.

## Кар'єра тренера
У 2010 році Діас три місяці був помічником тренера Клаудіо Убеди (його колишній партнер по «Уракану») у клубі другого аргентинського дивізіону «Індепендьєнте Рівадавія». Відразу після цього Діас повернувся до рідного «Індепендьєнте» (Авельянеда), де став помічником Качо Родрігесу в резервній команді, а після уходу Родрігеса Діас став головним тренером резервної команди. У вересні 2011 року, після відходу Антоніо Мохамеда, Діас тимчасово очолив першу команду і тренував її у двох матчах. У березні 2012 року він знову став тимчасовим тренером першої команди — цього разу його замінив Рамона Діаса, Завдяки гарній грі його вихованців, у тому числі гостьова історична перемога в лізі над «Бока Хуніорс» (5:4) — і невдачею переговорів керівництва клубу з іншими тренерами, кілька днів по тому Крістіан Діас був призначений повноцінним головним тренером команди. Він керував нею протягом наступних п'яти місяців — незважаючи на успішний старт та оновлення складу в літньому трансферному вікні, згодом почались погані результати. Він пішов з посади у серпні 2012 року після серії з дванадцяти матчів без перемоги, залишивши команду в зоні вильоту.
У січні 2013 року Діас став тренером чилійського клубу «Депортес Ікіке». У тому ж місяці він вивів команду до групового етапу Копа Лібертадорес (це був історичний перший виступ «Ікіке» в цьому змаганні), але в цілому його команда виступала погано (всього дві перемоги в тринадцяти матчах). Крім того, у березні після матчу ліги проти «Універсідада де Чилі» (0:2) він вступив у бійку з одним із вболівальників. Його звільнили після трьох місяців роботи, коли «Ікіке» опинився на передостанньому місці в лізі.
У січні 2015 року Діас прийняв перуанський «Універсідад Сан-Мартін». Він очолював команду до кінця року — Сан-Мартін добре виступив у національному кубку (дійшов до півфіналу), але в матчах чемпіонату лише боровся за виживання. Незважаючи на загалом середні результати, команду оцінили засоби масової інформації за виразний та досить ефективний стиль гри.
У лютому 2016 року Діас повернувся на батьківщину, замінивши Дієго Оселлу на посаді тренера «Олімпо» із завданням врятувати команду від вильоту. Наприкінці сезону «Олімпо» зайняв останнє, п'ятнадцяте місце в своїй групі ліги, але команді вдалося врятуватись від вильоту. Тим не менш десятимісячне перебування в команді виявилося досить невдалим (лише п'ять перемог у 26 матчах), що призвело до відставки тренера у грудні 2016 року. 
У квітні 2017 року Діас очолив інший аргентинський клуб «Кільмес», що знаходився в зоні вильоту, через неспроможність ради домовитися з більш досвідченими тренерами. Крістіан не міг змінити жахливу гру команди — його гравці здобули лише дві перемоги у дванадцяти матчах (і забили в них лише чотири голи). Крім того, наприкінці сезону команді довелося залишитись без семи гравців з найбільшими контрактами, вилученими зі складу президентом. Наприкінці турніру «Кільмес» вилетів до другої ліги, а Діас покинув клуб.
У червні 2018 року Діас став тренером сальвадорського клубу «Санта-Текла», з яким став чемпіоном Сальвадору, вигравши Апертуру 2018 року.
З 2019 року очолює тренерський штаб болівійської команди «Хорхе Вільстерман». З командою став чемпіоном Болівії, вигравши Клаусуру 2019 року.

## Титули і досягнення

### Як гравця
- Володар Суперкубка Лібертадорес (1):

«Індепендьєнте»: 1995
- Володар Кубка Інтертото (1):

«Удінезе»: 2000
- Володар Південноамериканського кубка (1):

«Арсенал» (Саранді): 2007
- Володар Кубка банку Суруга (1):

«Арсенал» (Саранді): 2008

### Як тренера
- Чемпіон Сальвадору (1):

«Санта-Текла»: Апертура 2018
- Чемпіон Болівії (1):

«Хорхе Вільстерман»: Клаусура 2019